# Pic de la Cabaneta
Le pic de la Cabaneta est un pic de la principauté d'Andorre situé à la frontière entre les paroisses de Canillo et d'Ordino et culminant à une altitude de 2 864 mètres.

## Toponymie
Pic a le même sens en catalan qu'en français et désigne un sommet pointu par opposition aux tossa et bony fréquemment retrouvés dans la toponymie andorrane et qui correspondent à des sommets plus « arrondis ». 
Cabaneta est un dérivé de cabana (« cabane ») qui désigne une forme d'habitat pastoral.

## Géographie

### Topographie
Culminant à 2 864 m, le pic de la Cabaneta fait partie du massif montagneux séparant les deux principales vallées de l'Andorre, celle de la Valira del Nord à l'ouest et de la Valira d'Orient à l'est. Il se trouve ainsi entre le pic de l'Estanyó (2 915 m) (situé au sud) et le pic de Serrère (2 912 m) au nord dont il est séparé par la Collada dels Meners. Ce massif sépare également la paroisse d'Ordino à l'ouest de la paroisse de Canillo à l'est.
Plus précisément, le pic de Cabaneta surplombe à l'ouest les cirques glaciaires du parc naturel de Sorteny dont il constitue la limite orientale. Son versant oriental s'élève au-dessus de la vallée de Ransol qui constitue un autre des espaces naturels protégés d'Andorre.

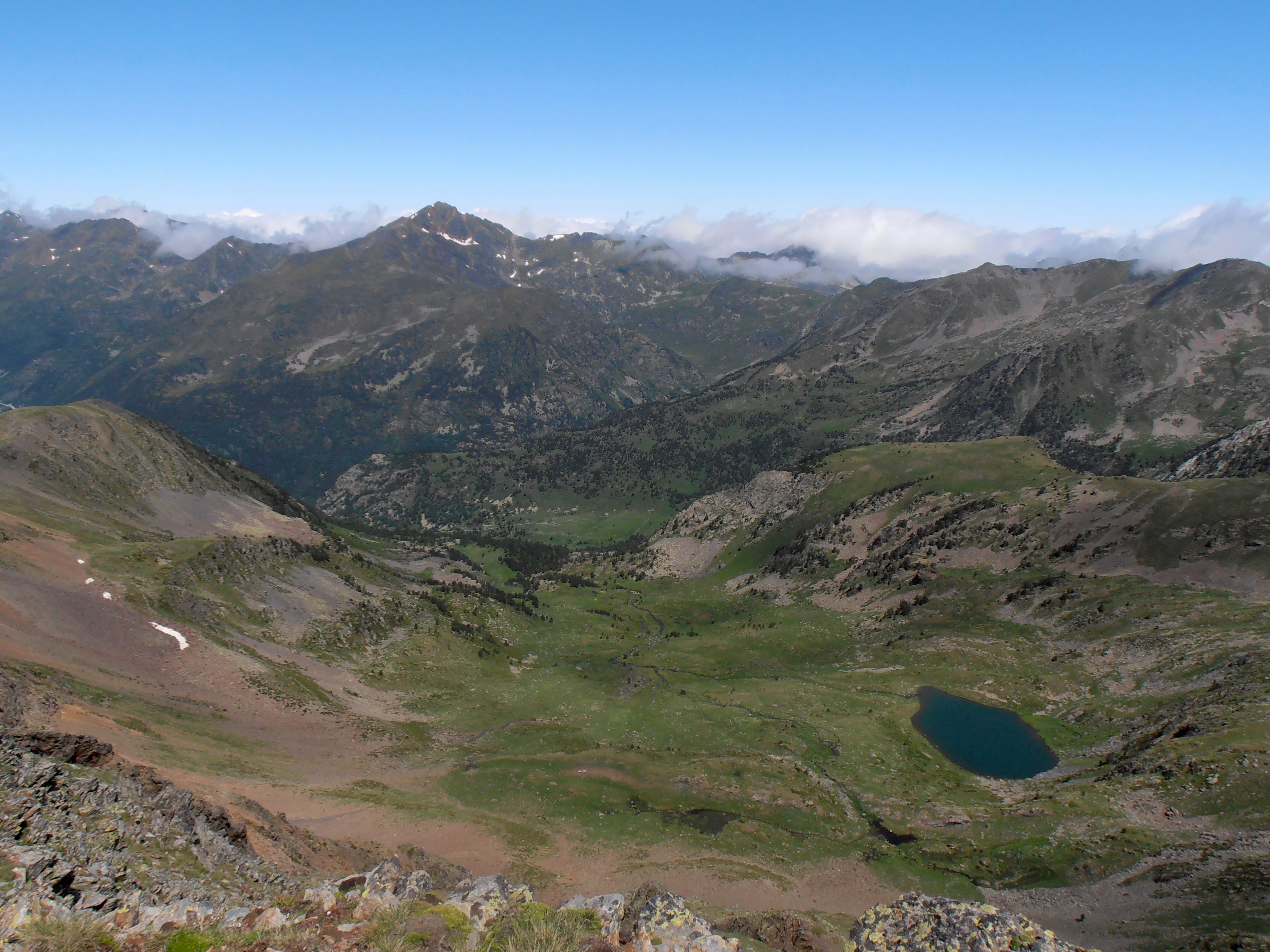
Le cirque glaciaire de Sorteny.
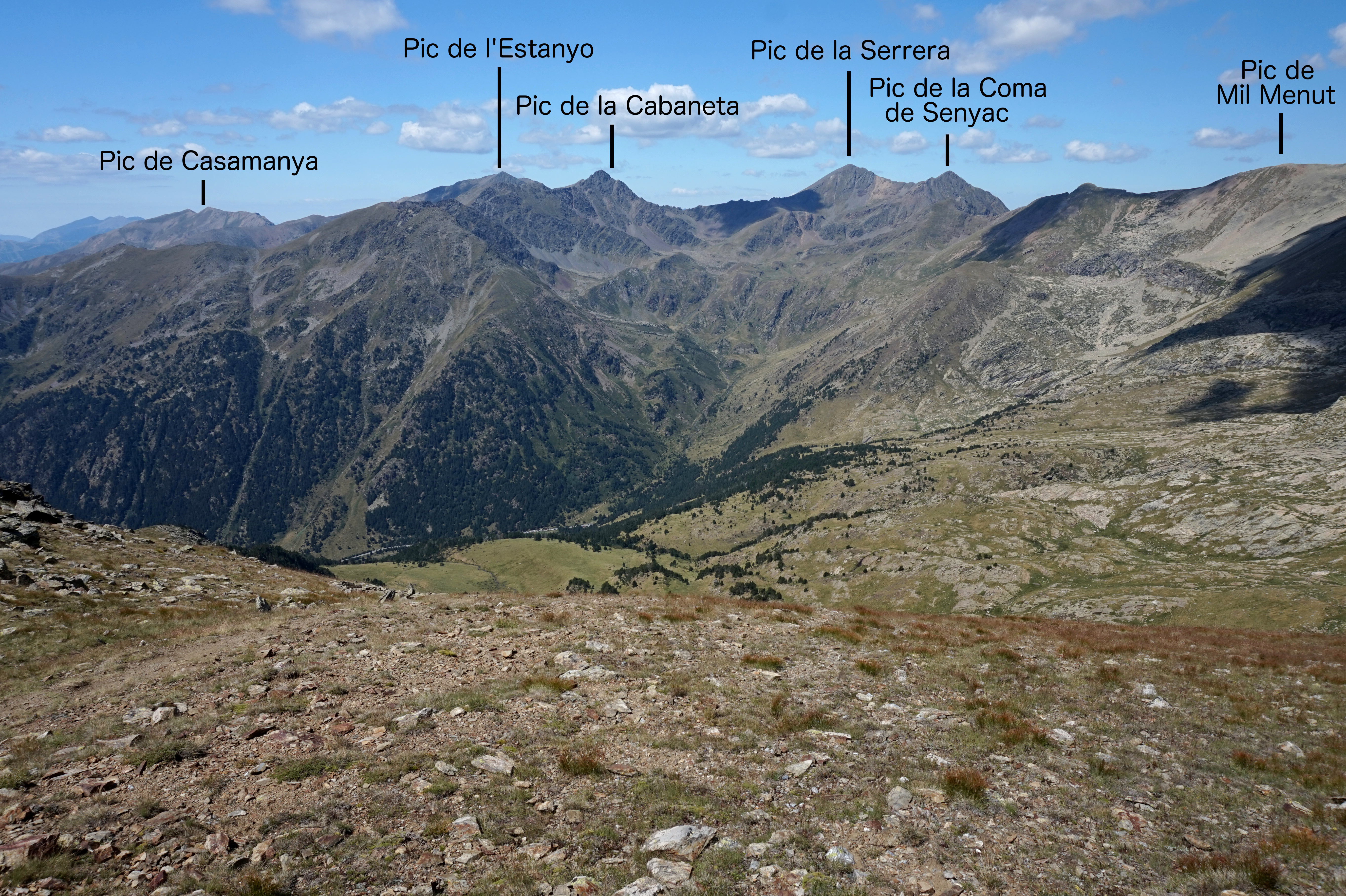
Vue du pic de la Cabaneta surplombant la vallée de Ransol.

### Géologie
Le pic de la Cabaneta est situé sur la chaîne axiale primaire des Pyrénées,. Plus précisément il se situe dans un prolongement du dôme anticlinal de Pallaresa, une structure formée au cours de la phase d'orogenèse varisque,. Comme cette structure, le pic est composé de roches métamorphiques schisteuses cambro-ordoviciennes,,,.
Le versant nord du pic (Collada dels Meners) abrite des gisements de minerai de fer,.
Les glaciations quaternaires ont modelé le relief du pic, le flanquant de plusieurs cirques glaciaires et lui donnant une forme typique de horn (pic pyramidal aux pentes très marquées). Le cirque de les Fonts sur le versant sud du pic est particulièrement bien dessiné et s'ouvre sur la vallée glaciaire de la Vall del Riu,. Des dépôts glaciaires et des colluvions se sont accumulés dans ces cirques et vallées.
| \| Pic de la Cabaneta \|                                             |                                                                                       |
| Position du pic de la Cabaneta sur la carte géologique de l'Andorre. | Carte géologique de la zone axiale des Pyrénées avec le dôme anticlinal de Pallaresa. |
| Pic de la Cabaneta                                                   |                                                                                       |

### Climat
| Mois                              | jan. | fév. | mars | avril | mai   | juin  | jui. | août  | sep.  | oct.  | nov. | déc.  | année   |
| --------------------------------- | ---- | ---- | ---- | ----- | ----- | ----- | ---- | ----- | ----- | ----- | ---- | ----- | ------- |
| Température minimale moyenne (°C) | −6,1 | −7   | −5,7 | −4,4  | −1    | 2,1   | 4,6  | 4,5   | 2,5   | 0,3   | −3,1 | −4,9  | −1,3    |
| Température moyenne (°C)          | −3,2 | −3,8 | −2   | −1,5  | 2,3   | 6,2   | 9,6  | 9,4   | 6,6   | 3,3   | −0,4 | −2    | 2,1     |
| Température maximale moyenne (°C) | −0,1 | −0,3 | 1,8  | 2     | 6,1   | 10,5  | 15   | 15,1  | 11,6  | 7,3   | 3,1  | 1,1   | 6,1     |
| Précipitations (mm)               | 88,6 | 47,3 | 63,3 | 109,4 | 135,4 | 128,6 | 97,9 | 108,8 | 109,8 | 114,1 | 130  | 104,6 | 1 237,8 |

### Faune et flore
La végétation est rare à proximité du sommet en raison de la présence de nombreux éboulis. Plus bas, se développent des pelouses acidophiles de haute montagne à Festuca airoides et Festuca yvesii.

## Histoire

### Exploitation du minerai de fer
Du fait de la présence de minerai de fer dans les environs du pic de la Cabaneta (Collada dels Meners),, les sentiers menant à ce dernier ont été très fréquentés du XVIIe siècle au XIXe siècle, période durant laquelle le gisement était exploité,. Le minerai extrait était ensuite traité dans des forges à la catalane dans les vallées,.

## Activités

### Protection environnementale

Carte des espaces naturels protégés d'Andorre.

Le versant occidental du pic de la Cabaneta bénéficie d'un statut de zone protégée de par son appartenance au parc naturel de Sorteny. Celui-ci, fondé le 23 juin 1999, a également obtenu le statut de réserve de chasse en 2010 et de site Ramsar le 23 juillet 2012.

### Randonnée
Compte tenu de la raideur des flancs du pic de la Cabaneta, un moyen aisé d'atteindre le sommet est de suivre la ligne de crête depuis le pic de l'Estanyó qui est accessible soit par la vallée de Sorteny (et le refuge Borda de Sorteny) soit par la Vall del Riu (et la cabane de la Vall del Riu).